# Bili jednom ratnici
Bili jednom ratnici je četvrti studijski album kršćanskog rock sastava Glasnici nade. Uz album je izdana i knjiga "Sjećanja". Kao i knjiga, album je svojevrsno sjećanje na stradanja Hrvata u Lašvanskoj dolini.

## Popis pjesama
1. "Bili jednom ratnici"
2. "Uvijek spremni"
3. "Gdje ste sad?"
4. "Satnija »Sveti Duh«" (demo '92.)
5. "Pjesma prijateljima (onima kojih više nema)"
6. "U mojim snovima" (Rakita mix)
7. "Krešina pitanja" (demo '92.)
8. "Njemu u spomen"
9. "'Rvaćanska" (demo '92.)
10. "Gdje ste sad?" (demo '92.)
11. "Sjećanja II." (uživo u Brajkovićima 1999.)
12. "Heroji" (demo '92.)
13. "Dođi Kraljevstvo Tvoje" (Brajkovići mix)
14. "Priča bez kraja"
15. "U onaj dan"
16. "Ratnikov san"
17. "Uspavanka Mami" (instrumental)